# Želmanovce
Želmanovce est un village de Slovaquie situé dans la région de Prešov.

## Histoire
Première mention écrite du village en 1371.

## Démographie

### Évolution de la population
| Année:               | 1994. | 2004.    | 2014.   | 2024.   |
| -------------------- | ----- | -------- | ------- | ------- |
| Nombre de personnes: | 304   | 343      | 337     | 308     |
| Différence:          |       | +12,82 % | -1,74 % | -8,60 % |

| Année:               | 2023. | 2024.   |
| -------------------- | ----- | ------- |
| Nombre de personnes: | 310   | 308     |
| Différence:          |       | -0,64 % |